# Елваш
Е́лваш (порт. Elvas; МФА: [ˈɛɫ.vɐʃ]) — муніципалітет і місто в Португалії, в окрузі Порталегре. Розташований у східній частині країни, на теренах історичної португальської провінції Алентежу. Належить до Порталегрівсько-Каштелу-Бранківської діоцезії Католицької церкви в Португалії. Права міського самоврядування має з 1229 року. Поділяється на 7 парафій. За адміністративним поділом, чинним до 1976 року, був складовою провінції Верхнє Алентежу. Площа муніципалітету — 631,29 км², населення муніципалітету — 23078 ос. (2011); густота населення — 36,56 осіб/км²
. Патрон — Ісус Христос. Святковий день муніципалітету — 14 січня. Поштовий індекс — 7350.  Код місцевої адміністративної одиниці — 1207. Складова статистичного регіону Алентежу.

## Географія
Елваш розташований на сході Португалії, на південному сході округу Порталегре, на португальсько-іспанському кордоні.
Елваш межує на півночі з муніципалітетом Арроншеш, на північному сході — з муніципалітетом Кампу-Майор, на південному сході — з Іспанією, на півдні — з муніципалітетами Аландруал і Віла-Вісоза, на заході — з муніципалітетами Борба і Монфорте.

## Історія
1229 року португальський король Саншу II надав Елвашу форал, яким визнав за поселенням статус містечка та муніципальні самоврядні права.
1267 року, за умовами Бадахоського договору між Португалією та Кастилією, Елваш визнавався португальським володінням.
1382 року в Елваші було укладено мирний договір, який завершив португальсько-кастильську війну 1381—1382 років. Португальський король Фернанду I став союзником кастильського короля Хуана I й обіцяв віддати за кастильського інфанта свою єдину доньку Беатрису.
У 2012 році до списку Світової спадщини об'єктів ЮНЕСКО був внесений Прикордонний гарнізон Елваш і його укріплення.

## Населення
| Кількість мешканців | Кількість мешканців | Кількість мешканців | Кількість мешканців | Кількість мешканців | Кількість мешканців | Кількість мешканців | Кількість мешканців | Кількість мешканців | Кількість мешканців | Кількість мешканців | Кількість мешканців | Кількість мешканців | Кількість мешканців | Кількість мешканців | Кількість мешканців |
| ------------------- | ------------------- | ------------------- | ------------------- | ------------------- | ------------------- | ------------------- | ------------------- | ------------------- | ------------------- | ------------------- | ------------------- | ------------------- | ------------------- | ------------------- | ------------------- |
| 1864                | 1878                | 1890                | 1900                | 1911                | 1920                | 1930                | 1940                | 1950                | 1960                | 1970                | 1981                | 1991                | 2001                | 2011                |                     |
| 17 685              | 19 810              | 20 129              | 21 548              | 22 325              | 23 832              | 24 711              | 29 080              | 29 969              | 28 562              | 22 230              | 24 981              | 24 474              | 23 361              | 23 078              |                     |